# Freie Wirtschaftszone Šiauliai
Die Freie Wirtschaftszone Šiauliai (lit. Šiaulių laisvoji ekonominė zona, Šiaulių LEZ) ist ein räumlich abgegrenztes geographisches Gebiet von 218 ha in der Rajongemeinde Šiauliai in Litauen, für das rechtliche und administrative Erleichterungen für Investoren bestehen (Sonderwirtschaftszone). Die freie Wirtschaftszone wurde zunächst im Juli 1996 auf einem Gebiet von 450 ha gegründet und 2002 liquidiert. Die Zone wurde erneut im Dezember 2011 auf Basis des Gesetzes über die Freie Wirtschaftszone Šiauliai im ehemaligen Gewerbepark Šiauliai für 49 Jahre errichtet.